# Araguari
Araguari, amtlich portugiesisch Município de Araguari, ist eine Stadt im brasilianischen Bundesstaat Minas Gerais. Sie hatte im Jahr 2018 nach einer Schätzung zum 1. Juli 116.691 Einwohner.

## Söhne und Töchter der Stadt
- Eugênio Barbosa Martins (* 1960), Ordensgeistlicher, Bischof von São João da Boa Vista
- Ivan Oliveira Cannabrava (* 1941), Diplomat